# Rhizagrotis stylata
Rhizagrotis stylata là một loài bướm đêm thuộc họ Noctuidae. Nó được tìm thấy ở tây nam Alberta phía nam đến at lĐông Arizona.
Sải cánh dài 38–40 mm.

## Phụ loài
- Rhizagrotis stylata stylata
- Rhizagrotis stylata arida